# ریاض‌العارفین
ریاض‌العارفین تذکره‌ای از رضاقلی‌خان هدایت دربارهٔ ۳۵۴ از عارفان شاعر یا شاعران عارف ایران است. سال تألیف کتاب ۱۲۶۰ ه‍.ق است. این کتاب یک حدیقه در مقدمات، دو روضه، یک فردوس و یک خلد دارد.